# Nikomachos von Gerasa

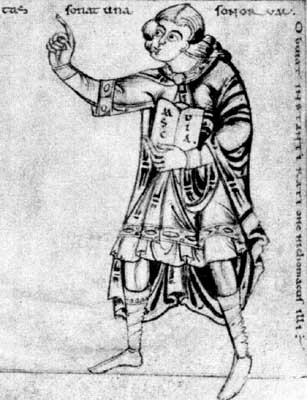
Nikomachos von Gerasa, Mittelalterliche Illustration (12. Jahrhundert)

Nikomachos von Gerasa (griechisch Νικόμαχος Nikómachos) war ein antiker Philosoph, Mathematiker und Musiktheoretiker. Er lebte in der römischen Kaiserzeit; seine Geburt fällt frühestens ins 1. Jahrhundert, sein Tod spätestens ins späte 2. Jahrhundert. Nikomachos war Pythagoreer und Platoniker. Als Pythagoreer gehört er zur neupythagoreischen Richtung, als Platoniker zählt er zu den Vertretern des Mittelplatonismus.

## Leben
Über das Leben des Nikomachos ist sehr wenig bekannt. Er stammte aus Gerasa, einer Stadt in der Dekapolis im Nordwesten des heutigen Jordanien. Anhaltspunkte für die Datierung ergeben sich daraus, dass er den im Jahr 36 gestorbenen Philosophen Thrasyllos erwähnt und dass der Schriftsteller Apuleius, der eines seiner Werke ins Lateinische übersetzte, vor dem Ende des 2. Jahrhunderts starb. Versuche, das Todesjahr mit Überlegungen, die von der antiken Numerologie ausgehen, genau zu bestimmen – vorgeschlagen wurden die Jahre 142 und 196 –, sind unzureichend begründet. Der Ort seiner mathematischen und philosophischen Ausbildung ist unbekannt; die Hypothese, dass es Alexandria gewesen sei, ist spekulativ und findet in den Quellen keine konkrete Stütze. Sicher ist nur, dass er eine Lehrtätigkeit ausgeübt hat.

## Werke

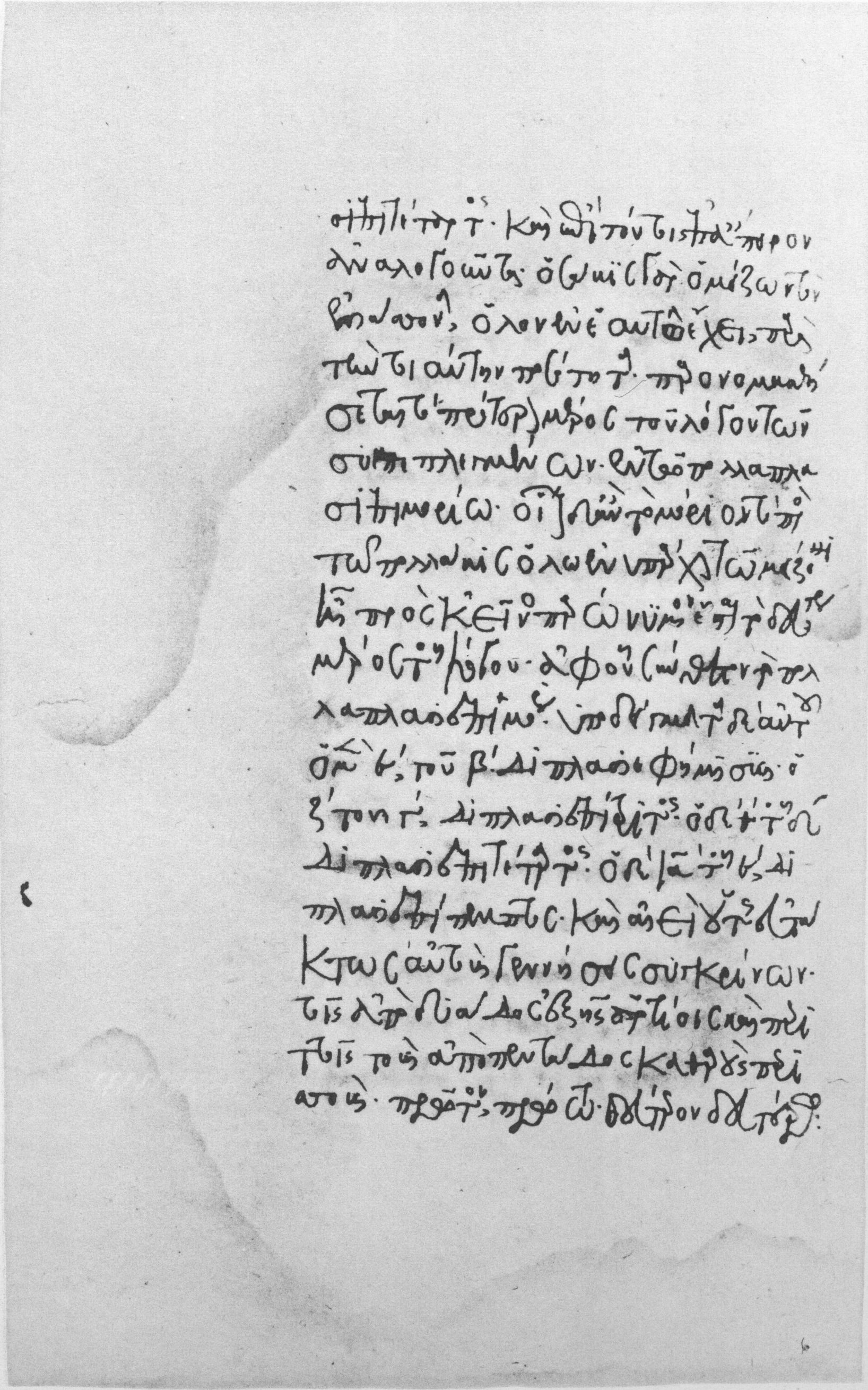
Eine Seite einer 1341/1342 geschriebenen Handschrift der Einführung in die Arithmetik. Rom, Biblioteca Apostolica Vaticana, Codex Vaticanus Graecus 195, fol. 36v

Von den Werken des Nikomachos sind nur zwei vollständig erhalten geblieben: die Einführung in die Arithmetik (Arithmētikḗ eisagōgḗ, lateinisch Introductio arithmetica) und das Handbuch der Harmonielehre (Harmonikón encheirídion oder Harmonikḗs encheirídion, lateinisch Manuale harmonicum oder Harmonicum enchiridium).

### Mathematik
In der Einführung in die Arithmetik, die aus zwei Büchern besteht, befasst er sich mit Eigenschaften der natürlichen Zahlen und mit ihren Beziehungen zueinander und erklärt die zahlentheoretische Klassifizierung. Dabei geht es ihm nicht um einzelne mathematische Gegebenheiten als solche, sondern um die Philosophie der Mathematik, für die er dem Leser die benötigten mathematischen Kenntnisse vermitteln will. Den Anfang bildet eine philosophische Einleitung; Nikomachos setzt sich mit den Begriffen „Wissen“, „Weisheit“ und „Philosophie“ auseinander und beschreibt wissenschaftssystematisch das Verhältnis zwischen Arithmetik, Musik, Geometrie und Astronomie (Musik und Astronomie sind nach damaligem Verständnis mathematische Wissenschaften). Dabei geht er nach der Methode der Dihairesis vor. Ferner äußert er sich zur Bedeutung der Zahlen für die Weltentstehung (Kosmogonie). Anschließend – in den Kapiteln 7–16 des ersten Buches – erörtert er Zahlenarten, darunter gerade und ungerade Zahlen mit deren Unterarten, vollkommene Zahlen und Primzahlen. Im restlichen Teil des ersten Buches (Kapitel 17–23) behandelt er verschiedene Relationen der natürlichen Zahlen zueinander. Im zweiten Buch befasst er sich unter anderem mit figurierten Zahlen (Flächen- und Körperzahlen) und mit Mittelwerten (arithmetisches, geometrisches und harmonisches Mittel). Das Hauptinteresse gilt der Klassifizierung; die Beweisführung wird vernachlässigt, sie bleibt einem angekündigten künftigen Werk vorbehalten. Zur Veranschaulichung setzt Nikomachos gern Tabellen ein und bringt viele Beispiele. Seine Einführung ist das erste bekannte Werk der Antike, das speziell der Arithmetik gewidmet ist; zuvor konzentrierte sich das Interesse der griechischen Mathematiker auf die Geometrie.
Eine weitere Schrift des Nikomachos, die Zahlentheologie (Arithmētiká theologoúmena), ist nur in umfangreichen Auszügen und einer Zusammenfassung erhalten. Die einschlägigen Quellen sind die Bibliothek des byzantinischen Gelehrten Photios und die Theologoúmena arithmētikḗs eines anonymen spätantiken Autors (Pseudo-Iamblichos). Laut den Prolegomena in introductionem arithmeticam Nicomachi (Vorbemerkungen zu Nikomachos’ Einführung in die Arithmetik), einer kleinen, anonym überlieferten spätantiken Schrift, handelte es sich bei der Zahlentheologie um eine ausführliche Darstellung der Arithmetik, zu der Nikomachos' Einführung nur die vorbereitenden Grundkenntnisse lieferte.
Verloren ist eine Einführung in die Geometrie (Geōmetrikḗ eisagōgḗ), die Nikomachos in seiner Einführung in die Arithmetik erwähnt.

### Musik
Im Handbuch der Harmonielehre stellt Nikomachos die auf Zahlenproportionen aufbauende Musiktheorie der Pythagoreer dar, wobei er auf die pythagoreische Vorstellung der Sphärenmusik eingeht. Auch hier betrachtet er seinen Gegenstand nicht an und für sich, sondern unter dem Gesichtspunkt der philosophischen Relevanz; die musikalische Praxis interessiert ihn nicht. Das Werk war für eine vornehme, gebildete Dame höchsten Ranges bestimmt, die offenbar einer Herrscherfamilie angehörte; in der Forschung ist vermutet worden, dass es sich um die Kaiserin Plotina handelt. Nikomachos erwähnt, dass er der Lehrer der Empfängerin gewesen war und dass sie ihn beauftragt hatte, den Inhalt des Unterrichts schriftlich zusammenzufassen.
Außerdem teilt Nikomachos im Handbuch der Harmonielehre mit, dass er eine ausführlichere, mehrere Bücher umfassende Einführung in die Musiktheorie zu schreiben gedenke, sobald er dafür Zeit finde. Wiederholt verweist er auf diese in Aussicht gestellte Darstellung. Das angekündigte Werk ist tatsächlich entstanden; der spätantike Mathematiker Eutokios zitiert es in einem seiner Archimedes-Kommentare und nennt es Über die Musik (Peri mousikḗs), was aber möglicherweise nicht als genaue Titelangabe zu verstehen ist, sondern nur als Hinweis auf den Inhalt. In der Forschung geht man davon aus, dass auch der spätantike Gelehrte Boethius die umfangreiche Einführung des Nikomachos gekannt und ihr zahlreiche wichtige Informationen entnommen hat. Aus der Darstellung des Boethius in seiner Schrift De institutione musica lässt sich der Inhalt des verlorenen Werks teilweise rekonstruieren.  Früher glaubte man, dass Teile sogar direkt überliefert seien; man nahm an, dass Auszüge aus einer nur fragmentarisch erhaltenen musiktheoretischen Schrift, die in der handschriftlichen Überlieferung Nikomachos zugeschrieben werden, aus seiner umfangreichen Einführung stammen. In den meisten Handschriften werden die Auszüge als „zweites Buch“ des Handbuchs der Harmonielehre bezeichnet. Nach heutigem Forschungsstand ist die Zuschreibung an Nikomachos allerdings sehr zweifelhaft.

### Sonstige Werke
Ob sich aus Nikomachos-Zitaten in den Lebensbeschreibungen des Pythagoras, die von den Neuplatonikern Porphyrios und Iamblichos verfasst wurden, auf eine Pythagoras-Biografie des Nikomachos schließen lässt, ist umstritten. Vielleicht schrieb Nikomachos eine astronomische Abhandlung. Eine Schrift Über ägyptische Feste (Peri heortōn Aigyptíōn), die Athenaios erwähnt, stammte möglicherweise von einem anderen Nikomachos. Aus einer Stelle in der Einführung in die Arithmetik ist die Vermutung abgeleitet worden, Nikomachos habe eine Abhandlung Die gemeinsame Platon-Lektüre (Platōnikḗ synanágnōsis) verfasst, doch bezieht sich diese Bemerkung nicht auf einen Buchtitel, sondern auf mündlichen Unterricht. Zu Unrecht wurde Nikomachos früher eine Biografie des Neupythagoreers Apollonios von Tyana zugeschrieben.
Der spätantike Neuplatoniker Syrianos erwähnt in seinem Kommentar zur Metaphysik des Aristoteles eine von Nikomachos stammende Zusammenstellung der pythagoreischen Lehrmeinungen (Synagōgaí tōn Pythagoreíōn dogmátōn). Dabei handelt es sich wohl nicht um ein weiteres Werk, sondern um eine Bezeichnung für die Gesamtheit der Schriften des Nikomachos zum Pythagoreismus, die er wohl als Teile eines Gesamtwerks betrachtete.

## Lehre
Da ein großer Teil der Quellen, aus denen Nikomachos schöpfte, verloren ist, lässt sich schwer bestimmen, inwieweit er in seinen Lehrbüchern eigenes Gedankengut eingebracht hat. Sicher ist, dass – ebenso wie auch bei anderen Philosophen der römischen Kaiserzeit – in seinem Denken Neupythagoreismus und Mittelplatonismus verschmolzen sind. Das pythagoreische Element scheint gegenüber dem Platonismus zu überwiegen.

### Mathematik und Philosophie
Im Gegensatz zur gängigen Auffassung der antiken Platoniker, die auf Platon selbst zurückgeht, betrachtet Nikomachos die Mathematik nicht nur als propädeutisches Fach, dessen Kenntnis eine Voraussetzung für ein anschließendes Studium der Philosophie bilden soll, sondern er sieht in der Arithmetik die höchste Wissenschaft und meint, dass das Studium der mathematischen Wissenschaften ein „gutes Leben“ (euzōía) ermöglicht. Insofern unterscheidet sich seine Auffassung von derjenigen der Platoniker, die den höchsten Rang der Dialektik als einer Fundamentalwissenschaft zuweisen. Unter diesem Aspekt kann seine Lehre nur bedingt als platonisch bezeichnet werden. Allerdings geht es ihm – ganz im Sinne des platonischen Mathematikverständnisses – in der Arithmetik nicht um Rechenregeln, sondern er hat stets die philosophischen Aspekte der mathematischen Erkenntnisse im Auge.
Ein Grund für Nikomachos’ Hochschätzung der Arithmetik ist seine Überzeugung von ihrer logischen Priorität und ihrem ontologischen Vorrang gegenüber den anderen Wissenschaften. Er sieht in ihr eine Voraussetzung für die Existenz der übrigen Wissenschaften, während sie selbst keiner anderen Wissenschaft bedürfe. Außerdem meint er, dass sie im Verstand des Demiurgen (Schöpfergottes) als fundamentale Gegebenheit existiere und dort wie ein Plan oder Vorbild (paradeigma) für die Ordnung der Welt wirke. Allerdings setzt er sie nicht mit dem paradeigma der Schöpfung schlechthin gleich. Er betrachtet sie als Vorbild für die Zeit und für die im Kosmos geordnet ablaufenden Vorgänge. Was in der Arithmetik zutrifft, muss auch für die Kosmologie gelten.
In der Forschung umstritten ist die Frage, wie Nikomachos sich das Verhältnis zwischen Zahlen und platonischen Ideen vorstellte. Verschiedene Interpretationen seiner Aussagen werden erwogen. Eine lautet, dass er die Zahlen als eine übergeordnete Klasse von Ideen betrachtete, von der die übrigen Ideen abgeleitet sind; eine andere, dass er Ideen und Zahlen gleichsetzte; eine dritte, dass nach seiner Ansicht Ideen von Zahlen und Ideen anderer mathematischer Gegebenheiten nebeneinander bestehen.
In der Zahlentheologie ordnet Nikomachos die Zahlen von 1 bis 10 einzelnen Göttern zu, sowohl griechischen als auch Göttern anderer Völker. Er identifiziert sogar die Götter mit den Zahlen. Mit derartigen Spekulationen folgt er einem in der Antike verbreiteten Brauch.
Erstmals bei Nikomachos bezeugt ist der Satz, dass Kubikzahlen als Summen von ungeraden Zahlen dargestellt werden können nach dem Schema:
{\displaystyle 1=1^{3}}
{\displaystyle 3+5=2^{3}}
{\displaystyle 7+9+11=3^{3}}
{\displaystyle 13+15+17+19=4^{3}}

### Musik
Eines der Hauptanliegen des Nikomachos ist die Betonung der maßgeblichen Rolle des Pythagoras und der Pythagoreer in der Geschichte der Musik und der Musiktheorie. Unter anderem behauptet er, Pythagoras habe als erster der Lyra eine achte Saite hinzugefügt und die Vollkommenheit der Oktave mathematisch aufgezeigt.
Im Handbuch der Harmonielehre wird die später außerordentlich populäre Legende von Pythagoras in der Schmiede erzählt. Pythagoras soll, als er an einer Schmiede vorbeikam, gehört haben, dass die Klänge der fallenden Hämmer Harmonien ergaben. Darauf habe er experimentiert und herausgefunden, dass die Klanghöhe dem Gewicht der Metallkörper direkt proportional und somit die Konsonanz mathematisch als Proportion ausdrückbar sei. So habe er musikalische Qualität quantifizierbar gemacht. Diese Legende ist frei erfunden, denn geschlagene Massen wie Hämmer ergeben keine durch ihr Gewicht bedingte Harmonie der von ihnen erzeugten Töne.

### Ethik
Nikomachos teilt nicht die Auffassung mancher asketisch orientierter Philosophen, insbesondere der Stoiker, wonach nur seelische Güter wesentlich, äußere und körperliche Güter hingegen hinsichtlich der Erreichung des Lebensziels belanglos sind. Er meint, dass die einzelnen äußeren und körperlichen Güter jeweils bestimmten seelischen Gütern (Tugenden) entsprechen; so sind gute Sinneswahrnehmung und ein günstiges Schicksal der Weisheit analog, Gesundheit und Ansehen der Mäßigung, körperliche Kraft und politische Macht dem Mut, körperliche Schönheit und Freundschaft der Gerechtigkeit. Somit spiegelt sich die im seelischen Bereich herrschende Ordnung auf der körperlichen und auf der äußerlichen Ebene.
Hinsichtlich der Vorsehung ist Nikomachos der Ansicht, dass das Unrecht, das Menschen widerfährt, und sonstige Übel dem Zweck dienen, die davon Betroffenen zu disziplinieren; er vertritt eine Theodizee, in der das Übel als ein von der Vorsehung zu gutem Zweck eingesetztes didaktisches Mittel gedeutet wird.
Seine Lehre von der Allgemeingültigkeit arithmetischer Aussagen dehnt Nikomachos sogar auf die Ethik aus, indem er Parallelen zwischen mathematischen Gegebenheiten und ethischen Prinzipien zieht.

## Rezeption

### Antike
Im 2. Jahrhundert fertigte Apuleius eine lateinische Übersetzung von Nikomachos' Einführung in die Arithmetik an, die nicht erhalten geblieben ist. Im 3. Jahrhundert führte Porphyrios in einer Aufzählung bedeutender Pythagoreer auch den Namen des Nikomachos an.
In der Spätantike entstanden mehrere Kommentare zur Einführung in die Arithmetik. Der älteste von ihnen stammt von dem prominenten Neuplatoniker Iamblichos, der Nikomachos als bedeutenden Mathematiker rühmt. In der Schule des in Alexandria unterrichtenden Neuplatonikers Ammonios Hermeiou gehörte die Einführung in die Arithmetik zu den Lehrbüchern; zwei Schüler des Ammonios, Johannes Philoponos und Asklepios von Tralleis, kommentierten sie. Beide Kommentare sind erhalten geblieben. Die Schrift De institutione arithmetica des spätantiken Gelehrten Boethius ist eine paraphrasierende Übersetzung der Einführung in die Arithmetik.
Boethius’ Lehrbuch De institutione musica geht in den ersten vier seiner fünf Bücher wahrscheinlich weitgehend auf Nikomachos’ verlorene umfangreiche Einführung in die Musiktheorie zurück. Die umfangreiche Einführung stand auch dem spätantiken Mathematiker Eutokios zur Verfügung. Ammonios Hermeiou scheint sie ebenfalls benutzt zu haben.

### Mittelalter

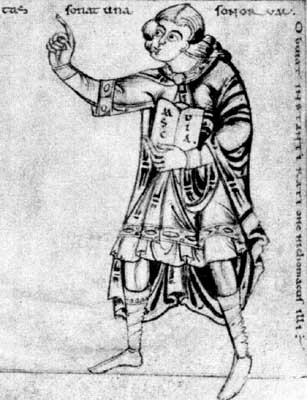
Bildnis des Nikomachos in einer mittelalterlichen Handschrift

In der lateinischsprachigen Gelehrtenwelt des Mittelalters machte sich der Einfluss des Nikomachos indirekt geltend: Boethius’ lateinische Fassung der Einführung in die Arithmetik war das maßgebliche Lehrbuch für das Arithmetikstudium im Quadrivium und seine Schrift De institutione musica, in der ebenfalls viel von Nikomachos stammendes Material verarbeitet war, diente als Standardlehrbuch der Musik.
Nachhaltig war die Nikomachos-Rezeption auch im Orient. Die Einführung in die Arithmetik wurde ins Syrische und ins Arabische übersetzt. Die älteste Übersetzung war die syrische, die wohl im 8. Jahrhundert oder zu Beginn des 9. Jahrhunderts entstand und wahrscheinlich wortgetreu war; sie ist gänzlich verloren. Auf der Basis des syrischen Textes fertigte der nestorianische Metropolit Ḥabīb ibn Bahrīz im frühen 9. Jahrhundert die erste arabische Übersetzung an. Er übersetzte frei und fügte Zusätze in den Text ein. Seine Fassung lag dem berühmten Gelehrten al-Kindī vor. In der Schule al-Kindīs wurde sie nach dessen Anweisungen überarbeitet. Im 10. Jahrhundert tauchte Gedankengut aus der Einführung in die Arithmetik in der Enzyklopädie der „Brüder der Reinheit“ auf, wo Nikomachos auch namentlich genannt wird.
Die überarbeitete arabische Version übertrug der provenzalische Übersetzer Qalonymos ben Qalonymos im Jahr 1317 in Arles wortgetreu ins Hebräische. Die hebräische Fassung (Sēfer ha-ariṯmeṭīqa) ist mit Glossen ausgestattet, die teils von al-Kindī stammen, und unterscheidet sich durchgängig erheblich vom griechischen Original. 1499 schrieb der jüdische Gelehrte Kaleb Afendopolo 1499 einen Kommentar zum Sēfer ha-ariṯmeṭīqa.
Eine zweite arabische Übersetzung, diesmal nach dem griechischen Originaltext, besorgte der Mathematiker und Philosoph Ṯābit ibn Qurra in der zweiten Hälfte des 9. Jahrhunderts. Diese arabische Fassung erlangte ebenso wie die hebräische eine weite Verbreitung. Zu den muslimischen Autoren, die das Werk des Nikomachos verwendeten, gehört Avicenna.
Auch Nikomachos’ heute verlorene umfangreiche Einführung in die Musiktheorie scheint in der arabischsprachigen Welt bekannt gewesen zu sein. Im 10. Jahrhundert erwähnt der Gelehrte ibn an-Nadīm in seinem kitāb al-Fihrist ein „großes“ Buch des Nikomachos über Musik.
Im byzantinischen Reich schrieb ein Kleriker namens Soterichos (nicht zu verwechseln mit dem spätantiken Dichter Soterichos) einen Kommentar zur Einführung in die Arithmetik. Auch das Handbuch der Harmonielehre fand Beachtung; zu seinen Benutzern gehörte der Gelehrte Georgios Pachymeres. Im frühen 14. Jahrhundert verwertete Manuel Bryennios, der bedeutendste byzantinische Musiktheoretiker, Informationen aus dem Handbuch der Harmonielehre, dem er eine Fülle von Material entnahm.

### Neuzeit
Die Einführung in die Arithmetik wurde erstmals 1538 in Paris gedruckt; diese Ausgabe blieb die einzige der Frühen Neuzeit. Die erste Ausgabe des Handbuchs der Harmonielehre besorgte Johannes van Meurs (Meursius); sie erschien 1616 in Leiden. 1652 veröffentlichte Marcus Meibom eine lateinische Übersetzung des Handbuchs.
In der modernen Forschung wird die Leistung des Nikomachos aus mathematikhistorischer Sicht als bescheiden eingestuft. Unter philosophiegeschichtlichem Gesichtspunkt wird betont, dass er in erster Linie Philosoph war und seine Werke für ein primär philosophisch interessiertes Publikum schrieb.
Seit 1998 trägt der am 6. Mai 1967 entdeckte Asteroid (8128) Nicomachus den Namen des antiken Mathematikers.

## Textausgaben und Übersetzungen
Mathematik
- Richard Hoche (Hrsg.): Nicomachi Geraseni Pythagorei introductionis arithmeticae libri II. Teubner, Leipzig 1866 (kritische Ausgabe)
- Wilhelm Kutsch (Hrsg.): Ṯābit b. Qurra’s arabische Übersetzung der Ἀριθμητικὴ Εἰσαγωγή des Nikomachos von Gerasa. Imprimerie Catholique, Beirut 1958 (kritische Ausgabe)
- Janine Bertier: Nicomaque de Gérase: Introduction arithmétique. Vrin, Paris 1978 (französische Übersetzung und Kommentar)
- Martin Luther D’Ooge: Nicomachus of Gerasa: Introduction to Arithmetic. Macmillan, New York 1926, Nachdruck: Johnson, New York 1972 (englische Übersetzung und ausführliche Untersuchung; online)
- Kai Brodersen: Nikomachos von Gerasa: Einführung in die Arithmetik. Sammlung Tusculum, Berlin: de Gruyter 2021 (zweisprachige Ausgabe griechisch-deutsch)
- Christiane Brodersen, Kai Brodersen: Zahlentheologie. Opuscula 16, Speyer: KDV 2024, ISBN 978-3-939526-63-6 (zweisprachige Ausgabe griechisch-deutsch)

Musik
- Karl von Jan (Hrsg.): Musici scriptores Graeci. Leipzig 1895, Nachdruck Olms, Hildesheim 1962, S. 235–265 (kritische Ausgabe des Harmonikon encheiridion) und S. 266–282 (kritische Ausgabe der Fragmente einer Nikomachos zugeschriebenen, aber anscheinend unechten musiktheoretischen Schrift)
- Luisa Zanoncelli (Hrsg.): La manualistica musicale greca. Guerini, Milano 1990, ISBN 88-7802-156-3, S. 133–204 (griechischer Text des Harmonikon encheiridion nach der Ausgabe von v. Jan mit italienischer Übersetzung und Kommentar) und S. 205–243 (Fragmente unbekannten Ursprungs, wohl zu Unrecht Nikomachos zugeschrieben; griechischer Text nach der Ausgabe von v. Jan mit italienischer Übersetzung und Kommentar)
- Andrew Barker (Hrsg.): Greek Musical Writings. Band 2: Harmonic and Acoustic Theory. Cambridge University Press, Cambridge 1989, ISBN 0-521-30220-X, S. 245–269 (englische Übersetzung des Harmonikon encheiridion)
- Flora R. Levin: The Manual of Harmonics of Nicomachus the Pythagorean. Phanes Press, Grand Rapids 1994, ISBN 0-933999-42-9 (englische Übersetzung des Harmonikon encheiridion)

Sonstiges
- Jan Radicke (Hrsg.): Felix Jacoby 'Die Fragmente der griechischen Historiker' continued, Teil IV A: Biography, Fascicle 7: Imperial and undated authors. Brill, Leiden 1999, ISBN 90-04-11304-5, S. 112–131 (Nr. 1063: mutmaßliche Fragmente der Lebensbeschreibung des Pythagoras mit Kommentar)